# Schinus polygamus
Schinus polygamus és una espècie de planta de la família de les Anacardiàcies.

## Hàbitat
És endèmic de l'Argentina, Brasil, Xile, el Paraguai, el Perú i l'Uruguai.

## Descripció

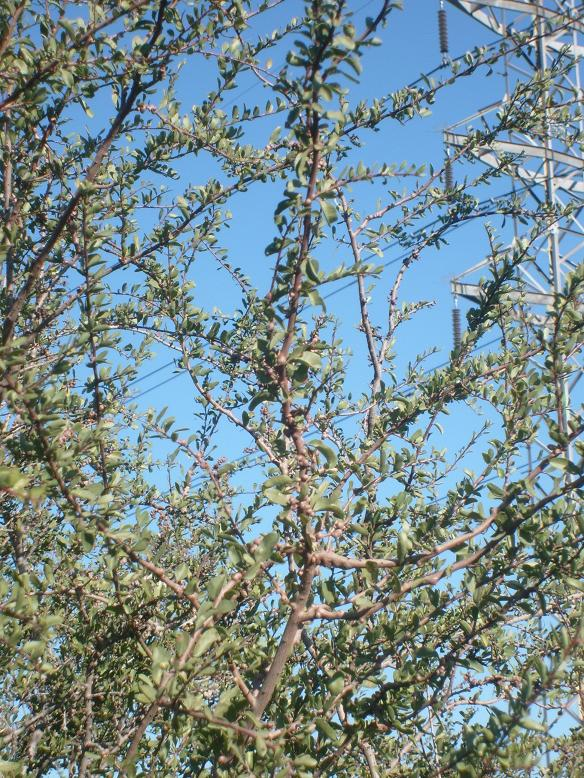
Vista de la planta

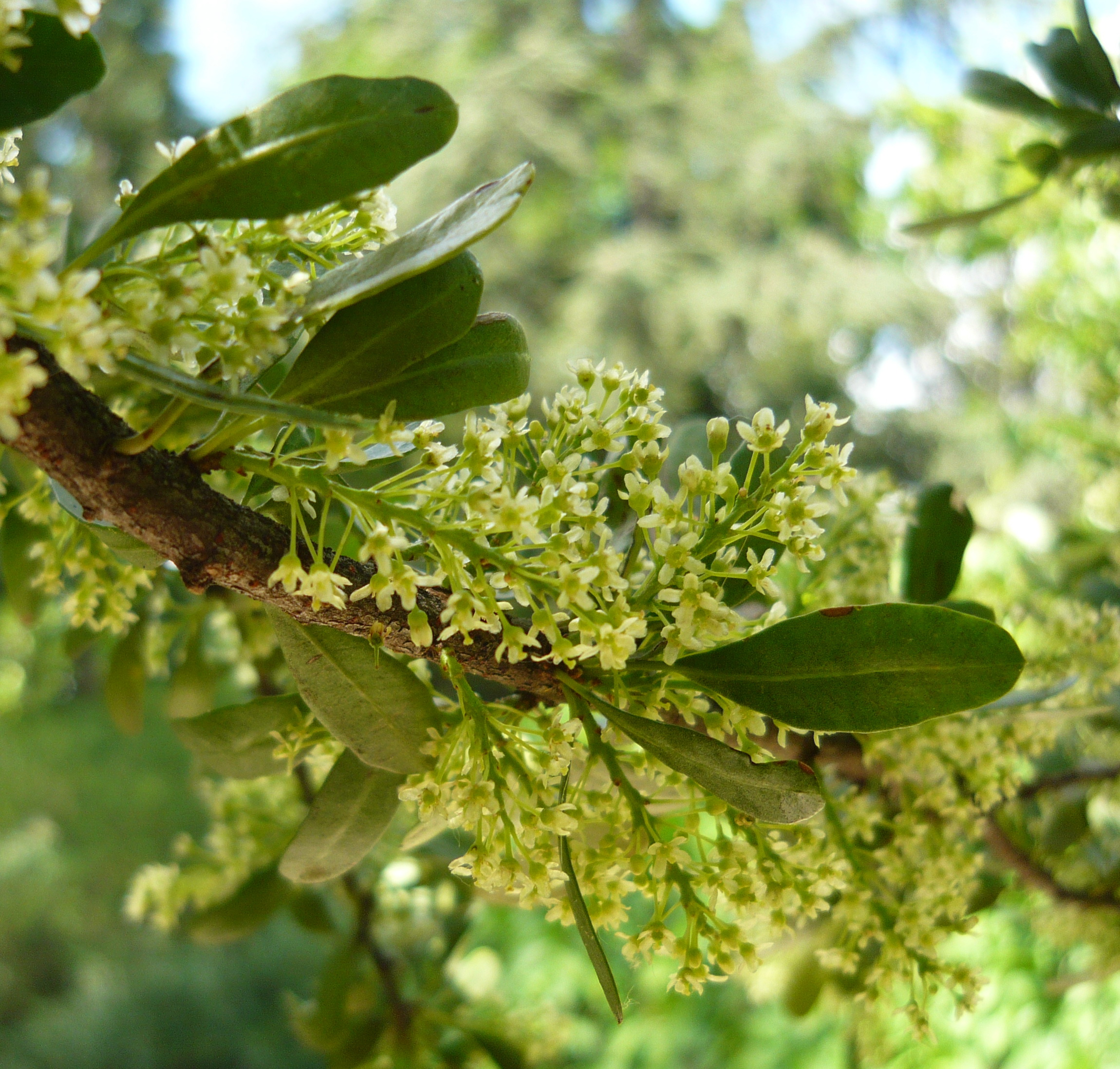
Inflorescència

Arbre petit o arbust perennifoli d'1 a 4 m d'alçada i 2,5 m de diàmetre, ramificat gairebé des de la base. Té un tronc de color cendrós, tortuós, amb les branques terminals que es transformen en espines (acaben en una espina). Fulles simples, alternes, subcoriàcies, lanceolades a oblongues. Inflorescències axil·lars. Flors grogues, de 4 a 5 mm de diàmetre, 4-5 sèpals i pètals (masculines amb 10 estams, 5 majors que els restants, les femenines amb estaminodis i 3 estils). El fruit és una drupa globosa, de 3 a 5 m de diàmetre, violàcia fosca a negra blavosa.

## Cultiu i usos
És una planta de creixement ràpid que es multiplica molt bé per llavors, podent arribar fins als 15 dm d'alçada en tres anys. És una espècie molt resistent i rústica. També és una planta medicinal.